# Сілвер-Лейк Тауншип (округ Сасквеганна, Пенсільванія)
Сілвер-Лейк Тауншип (англ. Silver Lake Township) — селище (англ. township) в США, в окрузі Сасквегенна штату Пенсільванія. Населення — 1513 особи (2020).

## Демографія
Згідно з переписом 2010 року, у селищі мешкало 1716 осіб у 708 домогосподарствах у складі 512 родин. Було 1102 помешкання
Расовий склад населення:
| - 98,6 % — білих - 0,2 % — чорних або афроамериканців - 0,2 % — азіатів - 0,1 % — корінних американців |

До двох чи більше рас належало 0,9 %. Частка іспаномовних становила 0,7 % від усіх жителів.
За віковим діапазоном населення розподілялося таким чином: 20,2 % — особи молодші 18 років, 62,6 % — особи у віці 18—64 років, 17,2 % — особи у віці 65 років та старші. Медіана віку мешканця становила 48,2 року. На 100 осіб жіночої статі у селищі припадало 109,8 чоловіків;  на 100 жінок у віці від 18 років та старших — 106,9 чоловіків також старших 18 років.
Середній дохід на одне домашнє господарство  становив 86 561 долар США (медіана — 66 875), а середній дохід на одну сім'ю — 98 904 долари (медіана — 82 065). Медіана доходів становила 51 890 доларів для чоловіків та 52 500 доларів для жінок. За межею бідності перебувало 3,7 % осіб, у тому числі 0,0 % дітей у віці до 18 років та 4,8 % осіб у віці 65 років та старших.
Цивільне працевлаштоване населення становило 878 осіб. Основні галузі зайнятості: освіта, охорона здоров'я та соціальна допомога — 23,6 %, будівництво — 13,2 %, виробництво — 11,5 %.